# Guy Anderson
Guy Anderson (* 20. November 1906 in Edmonds, Washington; † 30. April 1998 in La Conner, Washington) war ein US-amerikanischer Maler und ein Mitglied der Northwest School, einer Kunstrichtung im pazifischen Nordwesten der Vereinigten Staaten.

## Leben
Guy Anderson wurde in Edmonds, Washington geboren und interessierte sich schon früh für Kunst. Er studierte kurz an der Cornish School of Allied Arts in Seattle, verließ die Institution jedoch, um seinen eigenen künstlerischen Weg zu gehen. Während der Weltwirtschaftskrise arbeitete er im Rahmen des Federal Art Project der Works Progress Administration und unterrichtete Kunst an verschiedenen Bildungseinrichtungen. In den 1940er Jahren ließ er sich in La Conner, Washington nieder, wo er bis zu seinem Tod lebte und arbeitete.
1953 wurde Guy Anderson durch einen ausführlichen Artikel über die Kunstszene des Nordwestens im „Life Magazine“ landesweit bekannt. Guy Anderson, Kenneth Callahan, Morris Graves und Mark Tobey wurden als „Mystiker“ bezeichnet. Im Laufe der Jahre entwickelte Guy Anderson eine enge Beziehung zu Morris Graves und später zu Mark Tobey, mit denen er sich über Religion und Ästhetik austauschte.

## Werk
Guy Anderson hat sich zeitlebens mit dem Leben im weitesten Sinne auseinandergesetzt und sich dabei von indianischen, asiatischen und antiken Kulturen inspirieren lassen. Sein Werk ist geprägt vom abstrakten Expressionismus und einer tiefen Verbundenheit mit Natur und Spiritualität. Seine Bilder zeichnen sich durch kräftige Farben, dynamische Formen und symbolische Darstellungen aus, die häufig menschliche Figuren in mythischen oder rituellen Kontexten zeigen. Er ließ sich von verschiedenen Kulturen inspirieren und versuchte, universelle menschliche Erfahrungen und Emotionen darzustellen.
Der Künstler erhielt zahlreiche Auszeichnungen und Aufträge, darunter den Governor's Art Award, das Guggenheim-Stipendium und die Seattle Opera House Commission. Seine Werke wurden im Seattle Art Museum, in der Henry Art Gallery, im Bellevue Art Museum, im Tacoma Art Museum, im National Museum of Art in Osaka, Japan und im Northwest Museum of Art in LaConner ausgestellt.